# Yakovkin (Mondkrater)
Yakovkin ist ein Einschlagkrater am südwestlichen Rand der Mondvorderseite, westlich des Kraters Phocylides und nordwestlich von Pingré.
Der Kraterrand ist stark erodiert, das Innere weitgehend eben.
Der Krater wurde 1985 von der IAU nach dem russischen Astronomen Awenir Alexandrowitsch Jakowkin offiziell benannt.